# كريستوفر غلومبارد
كريستوفر غلومبارد (بالفرنسية: Christopher Glombard)‏ (5 يونيو 1989 بمونتروي في فرنسا - ) هو لاعب كرة قدم فرنسي في مركز الدفاع. شارك مع منتخب فرنسا تحت 18 سنة لكرة القدم ومنتخب فرنسا تحت 19 سنة لكرة القدم ومنتخب مارتينيك لكرة القدم. أما مع النوادي، فقد لعب مع جيروندان بوردو وستاد ريمس ونادي باريس.

## روابط خارجية
- كريستوفر غلومبارد على موقع قاعدة بيانات كرة القدم.إي يو (الإنجليزية)
- كريستوفر غلومبارد على موقع ناشيونال فوتبول تيمز (الإنجليزية)
- كريستوفر غلومبارد على موقع Soccerway.com (الإنجليزية)
- كريستوفر غلومبارد على موقع عالم كرة القدم.نت (الإنجليزية)
- كريستوفر غلومبارد على موقع AS.com (الإسبانية)
- كريستوفر غلومبارد على موقع GSA (الإنجليزية)